# Lagupie
Lagupie település Franciaországban, Lot-et-Garonne megyében. Lakosainak száma 686 fő (2022. január 1.). Lagupie Saint-Vivien-de-Monségur, Saint-Michel-de-Lapujade, Castelnau-sur-Gupie, Sainte-Bazeille és Saint-Martin-Petit községekkel határos.

## Népesség
A település népességének változása:
| Lakosok száma | 348  | 460  | 513  | 562  | 770  | 761  | 713  | 699  | 700  | 686  |
|               | 1968 | 1982 | 1990 | 2006 | 2013 | 2015 | 2017 | 2019 | 2020 | 2022 |